# Марцело Брозович
Марце́ло Бро́зович (хорв. Marcelo Brozović, нар. 16 листопада 1992, Загреб) — хорватський футболіст, півзахисник саудівського «Аль-Насра» (Ер-Ріяд) та національної збірної Хорватії.

## Клубна кар'єра
У дорослому футболі дебютував 2010 року виступами за команду клубу «Хрватскі Драговоляц», в якій провів один сезон, взявши участь у 30 матчах чемпіонату.  Більшість часу, проведеного у складі цієї загребської команди, був основним гравцем її складу.
Своєю грою за цю команду привернув увагу представників тренерського штабу клубу «Локомотива», до складу якого приєднався 2011 року. Відіграв за загребських «локомотивів» наступний сезон своєї ігрової кар'єри. Граючи у складі загребської «Локомотиви» також здебільшого виходив на поле в основному складі команди.
2012 року перейшов до загребського «Динамо», за яке відіграв два з половиною сезони.
24 січня 2015 року Брозович на правах оренди перейшов до міланського «Інтера». Марцело взяв собі футболку зі своїм улюбленим 77-м номером, яку востаннє в «Інтері» вдягав Саллі Мунтарі. Грав у складі італійської команди на основі півторарічної оренди, згодом його контракт було викуплено міланським клубом. Від самого переходу до «Інтера» став важливим гравцем у центрі поля команди, наприкінці сезону 2017/18 провів свою соту гру в Серії A. Загалом відіграв за «Інтер» вісім з половиною сезонів, взявши участь у 330 іграх усіх турнірів.
3 липня 2023 року перейшов за 18 мільйонів євро до саудівського «Аль-Насра» (Ер-Ріяд).

## Виступи за збірні
2009 року дебютував у складі юнацької збірної Хорватії, взяв участь у 5 іграх на юнацькому рівні.
З 2011 року залучається до складу молодіжної збірної Хорватії. На молодіжному рівні зіграв у 13 офіційних матчах, забив 7 голів.
31 травня 2014 року, попри відсутність досвіду виступів за національну збірну Хорватії, був включений до її заявки для участі у фінальній частині чемпіонату світу 2014 року. У складі збірної дебютував у контрольній грі з Австралією напередодні мундіалю, а другу гру — безпосередньо на світовій першості, вийшовши на заміну на останні півгодини гри групового етапу проти господарів турніру, бразильців.
Згодом став гравцем основного складу хорватської збірної. На Євро-2016, на якому хорвати дійшли 1/8 фіналу, де мінімально 0:1 програли майбутнім переможцям першості, португальцям, взяв участь у трьох з чотирьох іграх своєї команди.
Чемпіонат світу 2018 року розпочав як запасний гравець, а на другу гру групового етапу проти Аргентини (3:0), в якій «картаті» завчасно оформили вихід до стадії плей-оф, вже був у стартовому складі. 
Згодом був основним гравцем хоратів на Євро-2020 і чемпіонаті світу 2022
| Дата       | Місто               | Господарі         | Результат               | Гості       | Турнір                                    | Голи | Примітки |
| ---------- | ------------------- | ----------------- | ----------------------- | ----------- | ----------------------------------------- | ---- | -------- |
| 7-6-2014   | Салвадор (Бразилія) | Хорватія          | 1 – 0                   | Австралія   | товариський матч                          | -    |          |
| 12-6-2014  | Сан-Паулу           | Бразилія          | 3 – 1                   | Хорватія    | ЧС 2014 - 1-й етап                        | -    | 61'      |
| 4-9-2014   | Пула                | Хорватія          | 2 – 0                   | Кіпр        | товариський матч                          | -    |          |
| 9-9-2014   | Загреб              | Хорватія          | 2 – 0                   | Мальта      | Відбір до ЧЄ 2016                         | -    |          |
| 10-10-2014 | Софія (місто)       | Болгарія          | 0 – 1                   | Хорватія    | Відбір до ЧЄ 2016                         | -    | 23'      |
| 13-10-2014 | Осієк               | Хорватія          | 6 – 0                   | Азербайджан | Відбір до ЧЄ 2016                         | 1    |          |
| 16-11-2014 | Мілан               | Італія            | 1 – 1                   | Хорватія    | Відбір до ЧЄ 2016                         | -    | 83'      |
| 28-3-2015  | Загреб              | Хорватія          | 5 – 1                   | Норвегія    | Відбір до ЧЄ 2016                         | 1    |          |
| 7-6-2015   | Вараждин            | Хорватія          | 4 – 0                   | Гібралтар   | товариський матч                          | -    | 67'      |
| 12-6-2015  | Спліт               | Хорватія          | 1 – 1                   | Італія      | Відбір до ЧЄ 2016                         | -    |          |
| 3-9-2015   | Баку                | Азербайджан       | 0 – 0                   | Хорватія    | Відбір до ЧЄ 2016                         | -    | 71'      |
| 6-9-2015   | Осло                | Норвегія          | 2 – 0                   | Хорватія    | Відбір до ЧЄ 2016                         | -    | 50'      |
| 13-10-2015 | Та-Калі             | Мальта            | 0 – 1                   | Хорватія    | Відбір до ЧЄ 2016                         | -    | 78'      |
| 17-11-2015 | Ростов-на-Дону      | Росія             | 1 – 3                   | Хорватія    | товариський матч                          | 1    |          |
| 23-3-2016  | Осієк               | Хорватія          | 2 – 0                   | Ізраїль     | товариський матч                          | 1    |          |
| 26-3-2016  | Будапешт            | Угорщина          | 1 – 1                   | Хорватія    | товариський матч                          | -    |          |
| 27-5-2016  | Копривниця          | Хорватія          | 1 – 0                   | Молдова     | товариський матч                          | -    | 46'      |
| 12-6-2016  | Париж               | Туреччина         | 0 – 1                   | Хорватія    | ЧЄ 2016 - груповий етап                   | -    |          |
| 17-6-2016  | Сент-Етьєн          | Чехія             | 2 – 2                   | Хорватія    | ЧЄ 2016 - груповий етап                   | -    | 74'      |
| 25-6-2016  | Ланс                | Хорватія          | 0 – 1                   | Португалія  | ЧЄ 2016 - 1/8 фіналу                      | -    |          |
| 5-9-2016   | Загреб              | Хорватія          | 1 – 1                   | Туреччина   | Відбір до ЧС 2018                         | -    | 64'      |
| 6-10-2016  | Шкодер (місто)      | Косово            | 0 – 6                   | Хорватія    | Відбір до ЧС 2018                         | -    |          |
| 9-10-2016  | Тампере             | Фінляндія         | 0 – 1                   | Хорватія    | Відбір до ЧС 2018                         | -    | 71'      |
| 12-11-2016 | Загреб              | Хорватія          | 2 – 0                   | Ісландія    | Відбір до ЧС 2018                         | 2    |          |
| 15-11-2016 | Белфаст             | Північна Ірландія | 0 – 3                   | Хорватія    | товариський матч                          | -    | 51'      |
| 24-3-2017  | Загреб              | Хорватія          | 1 – 0                   | Україна     | Відбір до ЧС 2018                         | -    | 90+1'    |
| 11-6-2017  | Рейк'явік           | Ісландія          | 1 – 0                   | Хорватія    | Відбір до ЧС 2018                         | -    | 63'      |
| 2-9-2017   | Загреб              | Хорватія          | 1 – 0                   | Косово      | Відбір до ЧС 2018                         | -    | 73'      |
| 5-9-2017   | Ескішехір           | Туреччина         | 1 – 0                   | Хорватія    | Відбір до ЧС 2018                         | -    | 90+4'    |
| 6-10-2017  | Рієка               | Хорватія          | 1 – 1                   | Фінляндія   | Відбір до ЧС 2018                         | -    | 54'      |
| 9-11-2017  | Загреб              | Хорватія          | 4 – 1                   | Греція      | Відбір до ЧС 2018                         | -    |          |
| 12-11-2017 | Афіни               | Греція            | 0 – 0                   | Хорватія    | Відбір до ЧС 2018                         | -    |          |
| 24-3-2018  | Маямі               | Перу              | 2 – 0                   | Хорватія    | товариський матч                          | -    | 30' 56'  |
| 3-6-2018   | Ліверпуль           | Бразилія          | 2 – 0                   | Хорватія    | товариський матч                          | -    | 61'      |
| 8-6-2018   | Осієк               | Хорватія          | 2 – 1                   | Сенегал     | товариський матч                          | -    | 61'      |
| 16-6-2018  | Калінінград         | Хорватія          | 2 – 0                   | Нігерія     | ЧС 2018 - груповий етап                   | -    | 60' 89'  |
| 21-6-2018  | Нижній Новгород     | Аргентина         | 0 – 3                   | Хорватія    | ЧС 2018 - груповий етап                   | -    | 90+4'    |
| 1-7-2018   | Нижній Новгород     | Хорватія          | 1 – 1 д.ч. (3 – 2 п.п.) | Данія       | ЧС 2018 - 1/8 фіналу                      | -    | 71'      |
| 7-7-2018   | Сочі                | Росія             | 2 – 2 д.ч. (3 – 4 п.п.) | Хорватія    | ЧС 2018 - чвертьфінал                     | -    | 63'      |
| 11-7-2018  | Москва              | Хорватія          | 2 – 1 д.ч.              | Англія      | ЧС 2018 - півфінал                        | -    |          |
| 15-7-2018  | Москва              | Франція           | 4 – 2                   | Хорватія    | ЧС 2018 - фінал                           | -    |          |
| 11-9-2018  | Ельче               | Іспанія           | 6 – 0                   | Хорватія    | Ліга націй УЄФА 2018—2019 - груповий етап | -    | 39' 62'  |
| 15-11-2018 | Загреб              | Хорватія          | 3 – 2                   | Іспанія     | Ліга націй УЄФА 2018—2019 - груповий етап | -    |          |
| 18-11-2018 | Лондон              | Англія            | 2 – 1                   | Хорватія    | Ліга націй УЄФА 2018—2019 - груповий етап | -    | 67'      |
| 24-3-2019  | Будапешт            | Угорщина          | 2 – 1                   | Хорватія    | Відбір до ЧЄ 2020                         | -    |          |
| 8-6-2019   | Осієк               | Хорватія          | 2 – 1                   | Уельс       | Відбір до ЧЄ 2020                         | -    | 90+2'    |
| 11-6-2019  | Вараждин            | Хорватія          | 1 – 2                   | Туніс       | товариський матч                          | -    | 55'      |
| 6-9-2019   | Братислава          | Словаччина        | 0 – 4                   | Хорватія    | Відбір до ЧЄ 2020                         | -    |          |
| 9-9-2019   | Баку                | Азербайджан       | 1 – 1                   | Хорватія    | Відбір до ЧЄ 2020                         | -    | 21'      |
| 10-10-2019 | Спліт               | Хорватія          | 3 – 0                   | Угорщина    | Відбір до ЧЄ 2020                         | -    | 44'      |
| 16-11-2019 | Рієка               | Хорватія          | 3 – 1                   | Словаччина  | Відбір до ЧЄ 2020                         | -    |          |
| 5-9-2020   | Порту               | Португалія        | 4 – 1                   | Хорватія    | Ліга націй УЄФА 2020—2021 - груповий етап | -    | 61'      |
| 8-9-2020   | Сен-Дені            | Франція           | 4 – 2                   | Хорватія    | Ліга націй УЄФА 2020—2021 - груповий етап | -    | 76'      |
| 7-10-2020  | Санкт-Галлен        | Швейцарія         | 1 – 2                   | Хорватія    | товариський матч                          | -    | 46'      |
| 11-10-2020 | Загреб              | Хорватія          | 2 – 1                   | Швеція      | Ліга націй УЄФА 2020—2021 - груповий етап | -    | 45'      |
| 24-3-2021  | Любляна             | Словенія          | 1 – 0                   | Хорватія    | Відбір до ЧС 2022                         | -    | 35'      |
| 27-3-2021  | Рієка               | Хорватія          | 1 – 0                   | Кіпр        | Відбір до ЧС 2022                         | -    |          |
| 1-6-2021   | Велика Гориця       | Хорватія          | 1 – 1                   | Вірменія    | товариський матч                          | -    |          |
| 6-6-2021   | Брюссель            | Бельгія           | 1 – 0                   | Хорватія    | товариський матч                          | -    |          |
| 13-6-2021  | Лондон              | Англія            | 1 – 0                   | Хорватія    | ЧЄ 2020 - груповий етап                   | -    | 66' 70'  |
| 18-6-2021  | Глазго              | Хорватія          | 1 – 1                   | Чехія       | ЧЄ 2020 - груповий етап                   | -    | 87'      |
| 22-6-2021  | Глазго              | Хорватія          | 3 – 1                   | Шотландія   | ЧЄ 2020 - груповий етап                   | -    |          |
| 28-6-2021  | Копенгаген          | Хорватія          | 3 – 5 д.ч.              | Іспанія     | ЧЄ 2020 - 1/8 фіналу                      | -    | 73'      |
| 1-9-2021   | Москва              | Росія             | 0 – 0                   | Хорватія    | Відбір до ЧС 2022                         | -    |          |
| 4-9-2021   | Братислава          | Словаччина        | 0 – 1                   | Хорватія    | Відбір до ЧС 2022                         | 1    |          |
| 7-9-2021   | Спліт               | Хорватія          | 3 – 0                   | Словенія    | Відбір до ЧС 2022                         | -    |          |
| 8-10-2021  | Ларнака             | Кіпр              | 0 – 3                   | Хорватія    | Відбір до ЧС 2022                         | -    | 84'      |
| 11-10-2021 | Осієк               | Хорватія          | 2 – 2                   | Словаччина  | Відбір до ЧС 2022                         | -    |          |
| 11-11-2021 | Та-Калі             | Мальта            | 1 – 7                   | Хорватія    | Відбір до ЧС 2022                         | -    | 46'      |
| 14-11-2021 | Спліт               | Хорватія          | 1 – 0                   | Росія       | Відбір до ЧС 2022                         | -    |          |
| 3-6-2022   | Осієк               | Хорватія          | 0 – 3                   | Австрія     | Ліга націй УЄФА 2022—2023 - груповий етап | -    |          |
| 6-6-2022   | Спліт               | Хорватія          | 1 – 1                   | Франція     | Ліга націй УЄФА 2022—2023 - груповий етап | -    |          |
| 10-6-2022  | Копенгаген          | Данія             | 0 – 1                   | Хорватія    | Ліга націй УЄФА 2022—2023 - груповий етап | -    | cap.     |
| 13-6-2022  | Сен-Дені            | Франція           | 0 – 1                   | Хорватія    | Ліга націй УЄФА 2022—2023 - груповий етап | -    | 50'      |
| 22-9-2022  | Загреб              | Хорватія          | 2 – 1                   | Данія       | Ліга націй УЄФА 2022—2023 - груповий етап | -    |          |
| 25-9-2022  | Відень              | Австрія           | 1 – 3                   | Хорватія    | Ліга націй УЄФА 2022—2023 - груповий етап | -    | 18'      |
| 16-11-2022 | Ер-Ріяд             | Саудівська Аравія | 0 – 1                   | Хорватія    | товариський матч                          | -    | 65'      |
| 23-11-2022 | Ель-Хаур            | Марокко           | 0 – 0                   | Хорватія    | ЧС 2022 - груповий етап                   | -    |          |
| 27-11-2022 | Ер-Раян             | Хорватія          | 4 – 1                   | Канада      | ЧС 2022 - груповий етап                   | -    |          |
| 1-12-2022  | Ер-Раян             | Хорватія          | 0 – 0                   | Бельгія     | ЧС 2022 - 1-й етап                        | -    |          |
| 5-12-2022  | Ель-Вакра           | Японія            | 1 – 1 д.ч. (1 – 3 п.п.) | Хорватія    | ЧС 2022 - 1/8 фіналу                      | -    |          |
| 9-12-2022  | Ер-Раян             | Хорватія          | 1 – 1 д.ч. (4 – 2 п.п.) | Бразилія    | ЧС 2022 - чвертьфінал                     | -    | 31' 114' |
| 13-12-2022 | Лусаїл              | Аргентина         | 3 – 0                   | Хорватія    | ЧС 2022 - півфінал                        | -    | 50'      |
| 25-3-2023  | Спліт               | Хорватія          | 1 – 1                   | Уельс       | Відбір до ЧЄ 2024                         | -    |          |
| 28-3-2023  | Бурса               | Туреччина         | 0 – 2                   | Хорватія    | Відбір до ЧЄ 2024                         | -    |          |
| 14-6-2023  | Роттердам           | Нідерланди        | 2 – 4 д.ч.              | Хорватія    | Ліга націй УЄФА 2022-2023 - півфінал      | -    | 63'      |
| 18-6-2023  | Роттердам           | Хорватія          | 0 – 0 д.ч. (4 – 5 п.п.) | Іспанія     | Ліга націй УЄФА 2022-2023 - Фінал         | -    |          |
| Усього     |                     | Матчів            | 87                      |             | Голів                                     | 7    |          |

## Титули і досягнення

### Клубні
- Чемпіон Хорватії (2):

«Динамо» (Загреб):  2012–13, 2013–14
- Володар Суперкубка Хорватії (1):

«Динамо» (Загреб):  2013
- Чемпіон Італії (1):

«Інтернаціонале»: 2020–21
- Володар Кубка Італії (2):

«Інтернаціонале»: 2021–22, 2022–23
- Володар Суперкубка Італії (2):

«Інтернаціонале»: 2021, 2022

### Збірна
- Віце-чемпіон світу: 2018
- Бронзовий призер чемпіонату світу: 2022